# NGC 6688
NGC 6688 ist eine linsenförmige Galaxie vom Hubble-Typ S0-a im Sternbild Leier am Nordsternhimmel. Sie ist schätzungsweise 253 Millionen Lichtjahre von der Milchstraße entfernt.
Das Objekt wurde am 3. August 1864 von Albert Marth entdeckt.